# Swan (1900)
Pour les articles homonymes, voir Swan.
Le Swan est un fifie : un ancien lougre de pêche aux harengs de la région de Fife en Écosse (en anglais, Fifie herring drifter). Il appartient depuis 1990 à la Swan Trust qui l'utilise comme navire école aux Shetland.

Son immatriculation est : LK 243, quartier maritime de Lerwick où il avait été enregistré en 1900.

Ce bâtiment est inscrit au registre du National Historic Ships  depuis 1998 et il est aussi l'un des nombreux bateaux de la National Historic Fleet.

## Histoire
Le 3 mai 1900, Le Swan a été lancé du chantier Hay & Co Ltd à Lerwick. Il était alors le plus grand navire de pêche (Fifie) des Shetland. Propriété de ses constructeurs, le bateau avait ses cadres en chêne supportant une coque en planche de mélèze. Il était équipé d'un cabestan de vapeur pour lever ses filets. Au début, il pêchait à la palangre au printemps et, de mai à septembre, au filet dérivant pour le hareng.  

En 1908, il a été converti en ketch et a continué à pêcher sous voile jusqu'en 1935. À ce moment-là, il ne restait plus que cinq chalutiers à voile pêchant le hareng au filet dérivant en Écosse.  
Après la Seconde Guerre mondiale, il a été utilisé pour la pêche à la senne. En 1960, il a été vendu et reconverti en houseboat et remorqué à Grimsby. Il a ensuite eu plusieurs propriétaires différents pour finir à Hartlepool en 1982, où, négligé, il a coulé deux ou trois fois en raison d'un manque d'entretien.  
L'homme d'affaires Keith Parkes, réalisant son importance historique, a racheté l'épave en 1989 en vue d'une restauration. Ne pouvant concrétiser le projet, malgré sa coque en état, il l'a cédé à la Swan Trust nouvellement créée formé. En Avril 1991, le Swan est retourné aux Shetland au moteur.

## Aujourd'hui
Après une restauration majeure, aidée par une subvention du Heritage Lottery Fund (en), il a été relancé le 11 mai 1996. Il a été re-gréé en shetland smack.  Un cabestan de vapeur a été reconstruit et converti pour la puissance hydraulique.  Sur le pont, au milieu du navire, a été aménagé une grande cabine avec 15 couchettes, un salon, la cuisine, les toilettes et une douche.  Dès 1998, il a navigué à titre commercial comme navire école pour la formation à la voile, non seulement dans les eaux des Shetland, mais aussi sur les côtes de la Norvège et les îles Féroé, et le continent proche.  
Basé à Lerwick, il participe régulièrement aux Tall Ships' Races. Chaque année, il reçoit plus de 1000 élèves des écoles et des groupes de jeunes des Shetland, des Orcades et des îles voisines.